# Torre al passeig de l'Estació, 7
La Torre al passeig de l'Estació, 7 és una obra de Cervera (Segarra) protegida com a Bé Cultural d'Interès Local.

## Descripció
Casa familiar situada al passeig de l'Estació, al nord del nucli antic. Aquest immoble consta de dos cossos verticals: un de planta quadrada, de mida més gran, i l'altre de planta rectangular que pertany a la torre. Aquest últim té coberta piramidal. Del cos principal destaca la presència d'una galeria de petits arquets de mig punt, a la manera de les galeries de solana que abunden sobretot en l'arquitectura civil del segle XVI. La resta d'obertures són de llinda plana, amb marcs de pedra picada ben treballada, contrastant amb l'arrebossat del parament dels murs. La torre va ser restaurada i es va enretirar l'arrebossat deixant al descobert el paredat comú de l'aparell constructiu. D'aquesta manera es veu un contrast amb les obertures de pedra decorades amb motllures i motius classicistes. A la part alta de la torre trobem finestres quadrangulars, alternant obertures estretes i obertures amples. Adossat a la torre hi ha un cos més baix que fa les funcions de garatge i apareix culminat amb una balustrada. La casa té un jardí.